# Cyrtopogon villosus
Cyrtopogon villosus är en tvåvingeart som beskrevs av Pavel Lehr 1998. Cyrtopogon villosus ingår i släktet Cyrtopogon och familjen rovflugor. Inga underarter finns listade i Catalogue of Life.